# Рівненська українська гімназія
Рі́вненська украї́нська гімна́зія (РУГ) — загальноосвітній заклад нового типу міста Рівне; є відродженням Першої української гімназії Рівного (1923—1939).

## Історія
1923 року Федір Ілліч Пекарський, учитель історії російської гімназії, звернувся до польської влади за дозволом відкрити гімназію з українською мовою навчання. На той час в Рівному діяли п'ять гімназій: три польських, єврейська та російська. Слово «український» у Польщі в той час офіційно не вживався, і польська шкільна влада видала дозвіл на відкриття закладу під назвою «Приватна гімназія Ф. Пекарського з викладовою руською мовою». 12 вересня 1923 року гімназія розпочала роботу; власником (до 1939 року) і першим директором (до 1930 року) був той же Федір Пекарський, котрий закінчив історико-філологічний факультет Київського університету. За роки роботи у гімназії — у ній же виховано сотні патріотів України — основоположник створив на той час прогресивну українську систему навчання і виховання.
Бичківський Яків Федорович  — другий директор РУГ (у 1930—1939 роках). За роки його директорування гімназія набула найбільшого розквіту. Закінчив філологічний факультет Варшавського університету. За непокору Радянській владі заарештований і 1940 року розстріляний.
Гуцуляк Михайло  — короткотривалий (з вересня до грудня 1939 р.) — директор РУГ, професор географії.
За період діяльності РУГ відомими професорами Яковом Бичківським, Надією Іщук, Георгієм Шумовським, Георгієм Косміаді, Борисом Веселовським та іншими були виховані видатні особистості. Серед них — професорка філології Наталія Іщук-Пазуняк, з участю якої були перекладені твори Лесі Українки на 8 мов світу, Антоніна Горохович — професор українознавства в діаспорі й редактор 3-х журналів у Торонто, Андрон Симончук — художник, Олександр Тижук — доктор економічних наук, професор університету у Венесуелі, Тижук Федір — доктор медичних наук (Канада), отець Сергій Кульчинський — священик (Рівненська область), Феодосій Карпюк — медик (Рівне), Прокопчук Василь (Рівне), Тетяна Лукіянович (Львів), Ніна Васильківська (Львів), Ніна Степанюк-Колюх (Рівненська область), Євген Ковшецький (Рівне), Павло Бура (США), Сергій Іллюк (США), Анна Матковська, Степан Ярмольчук, Ніна Брикса, Степан Козачок, Олена Темнюк та багато інших. Досі віднайдено зв'язок із 40 колишніми учнями Рівненської української гімназії.
Було проведено три з'їзди учнів РУГ (1995, 1999, 2003 р.р.). Третій з'їзд приурочений 80-літтю Рівненської української гімназії Федора Пекарського.
Відкритий та активно діє музей «Від гімназії до гімназії», де юні краєзнавці досліджують історію Рівненської української гімназії 1923—1939 років, активно відроджують її звичаї та традиції. У вересні 2003 року музею надано звання «народного».

## Відомі учні
- Феодосій Іванович Карпюк (бл. 1923 — бл. 2000), учень Рівненської української гімназії 1934—1939 років. Народився у с. Великий Житин у родині Івана ти Марії Карпюків. Батьки одразу помітили велике бажання сина навчатися і віддали його до РУГ. Малому Федосю сподобалося навчатися у гімназії, адже крім звичайних предметів тут вивчали польську, німецьку, французьку та латинську мови.

Брав активну участь у житті гімназії. Зокрема у Шевченківських вечорах, які і сьогодні є традицією відродженої гімназії.
У 1939 році РУГ була реформована в СШ № 1 і у 1940 році Феодосій отримує атестат про середню освіту. У цьому ж році він поступає до Львівського державного медичного інституту, де закінчує перший курс. Потім робить спробу вступити до Київського державного медичного інституту, але інститут закривається через війну. Працює на різних роботах, зокрема, певний час виконує обов'язки секретаря Рівненського пивзаводу. Тут, у 1944 році, його заарештували за політичну діяльність і відправили на заслання.
Дуже добре грав на бандурі: в музейній кімнаті РУГ досі збереглася бандура його, яку у 2000 році туди передала його дружина — Попенко Людмила Павлівна.
У 1955 році Феодосія Івановича було звільнено, але на 5 років позбавлено громадянських прав, і він був змушений проживати у м. Воркута. У 1960 році Феодосій Іванович повертається до Рівного і у нього виникає ідея відродити традиції РУГ і знайти її колишніх учнів. Так він знаходить Анну Матковську, Сергія Кульчинського та багатьох інших.